# Clausen funktion
Clausen funktionen, navngivet efter Thomas Clausen, er en speciel funktion af en enkelt variabel. Den kan defineres som et bestemt integrale, en trigonometrisk serie, eller ud fra andre specielle funktioner. Clausen funktionen er relateret til polylogaritmer, polygammafunktioner, Riemanns zetafunktion, Dirichlets eta funktion og Dirichlet beta funktion.
Man definere normalt to generaliserede Clausen funktioner, som kan repræsenteres som en fourierrække:
{\displaystyle \operatorname {S} _{z}(\theta )=\sum _{k=1}^{\infty }{\frac {\sin k\theta }{k^{z}}}}
{\displaystyle \operatorname {C} _{z}(\theta )=\sum _{k=1}^{\infty }{\frac {\cos k\theta }{k^{z}}}}
Hvor z er et komplekst tal med Re(z) >1. Hvis z er et positivt heltal, får man de standard Clausen
funktioner:
{\displaystyle \operatorname {Cl} _{2m+2}(\theta )=\sum _{k=1}^{\infty }{\frac {\sin k\theta }{k^{2m+2}}}}
{\displaystyle \operatorname {Cl} _{2m+1}(\theta )=\sum _{k=1}^{\infty }{\frac {\cos k\theta }{k^{2m+1}}}}
{\displaystyle \operatorname {Sl} _{2m+2}(\theta )=\sum _{k=1}^{\infty }{\frac {\cos k\theta }{k^{2m+2}}}}
{\displaystyle \operatorname {Sl} _{2m+1}(\theta )=\sum _{k=1}^{\infty }{\frac {\sin k\theta }{k^{2m+1}}}}
Ofte ser man kun på Clausen funktionen af anden orden Cl2 , som kan udtrykkes ved det bestemt
integrale:
{\displaystyle \operatorname {Cl} _{2}(\varphi )=-\int _{0}^{\varphi }\log \left|2\sin {\frac {x}{2}}\right|\,dx:}
Clausen funktionen af anden orden har, for m = 0, ±1, ±2, ±3, . . . , følgende egenskaber:
{\displaystyle \operatorname {Cl} _{2}(m\pi )=0,}
{\displaystyle \operatorname {Cl} _{2}(\theta +2m\pi )=\operatorname {Cl} _{2}(\theta )}
{\displaystyle \operatorname {Cl} _{2}(-\theta )=-\operatorname {Cl} _{2}(\theta )}
og har maksimum og minima i henholdsvis θmaks{\displaystyle ={\frac {\pi }{3}}+2m\pi } og θmin{\displaystyle =-{\frac {\pi }{3}}+2m\pi }:
{\displaystyle \operatorname {Cl} _{2}\left({\frac {\pi }{3}}+2m\pi \right)=1.01494160\ldots }
{\displaystyle \operatorname {Cl} _{2}\left(-{\frac {\pi }{3}}+2m\pi \right)=-1.01494160\ldots }